# Czerwona Księga z Hergest

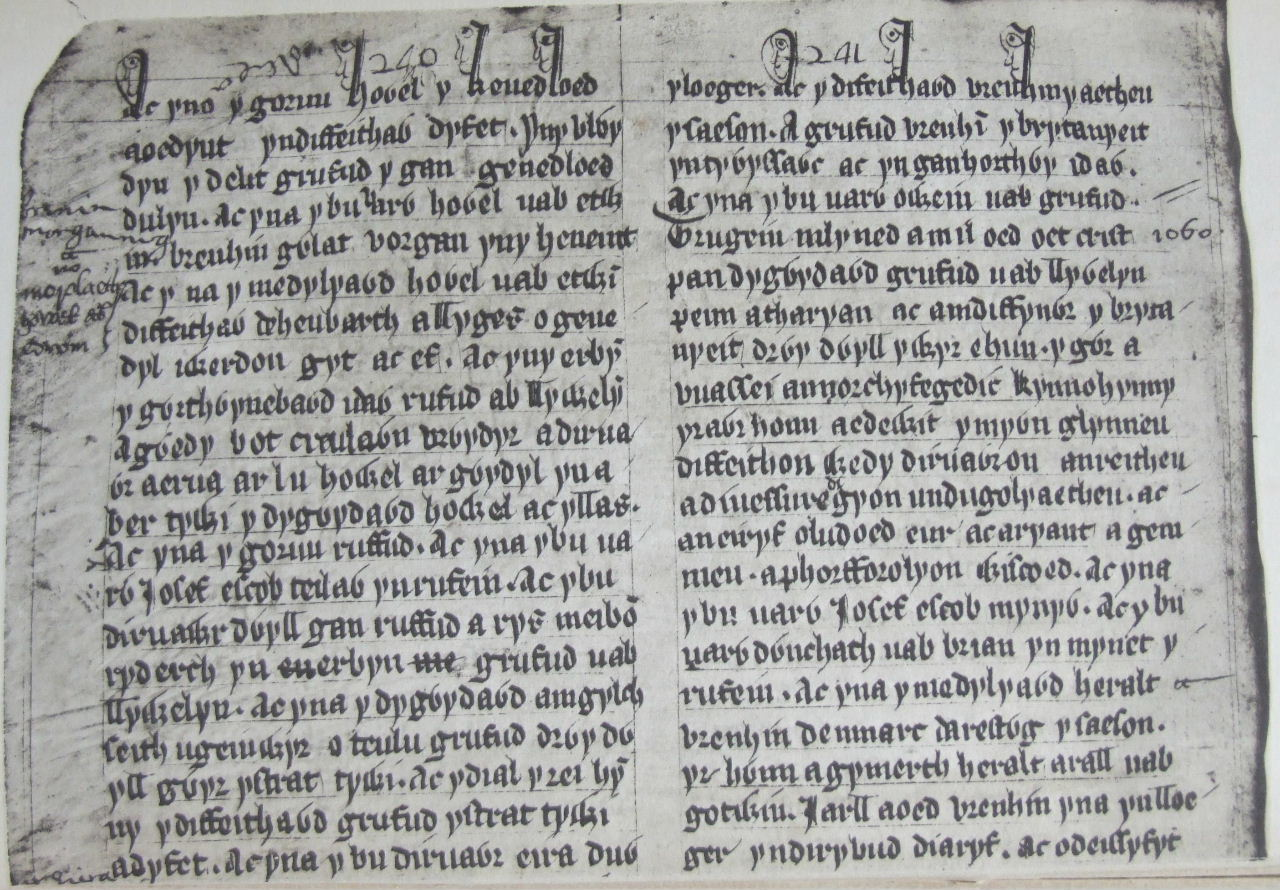
Przykładowa strona z Czerwonej Księgi

Czerwona Księga z Hergest (ang. Red Book of Hergest, wal. Llyfr Coch Hergest) – czternastowieczny welinowy manuskrypt, zapisany w języku walijskim. Jeden z najważniejszych zabytków średniowiecznych w tym języku. Stanowi kolekcję walijskiej prozy i poezji.
Nazwa księgi pochodzi od oprawy czerwonego koloru oraz od Hergest Court w Herefordshire, gdzie była przetrzymywana. W 1701 roku Thomas Wilkins z Llanbleddian przekazał ją do Jesus College w Oksfordzie, gdzie znajduje się do dziś.
Czerwoną Księge z Hergest napisano pomiędzy 1375 a 1425 w Glamorgan w południowej Walii. Powstała najprawdopodobniej na życzenie Hopcyna ap Tomas. Spośród kilku kopistów biorących udział w jej tworzeniu z nazwiska znany jest jedynie Hywel Fychan ap Hywel Goch.
W 2007 roku zawartość księgi została umieszczona online w ramach projektu Rhyddiaith Gymraeg 1350–1425 prowadzonego przez Uniwersytet Walijski.

## Zawartość
Czerwona Księga z Hergest, wraz z Białą Księgą z Rhydderch, stanowi główne źródło opowieści znanych pod wspólną nazwą Mabinogion. Do najważniejszych z nich należy Sen Rhonabwy’ego. Oprócz tego zawiera też poezję, kroniki historyczne, tłumaczenia na walijski tekstów francuskich, a także zbiór przepisów na ziołowe leki.

## Źródła
- Helen Fulton, Red Book of Hergest/Llyfr Coch Hergest, John Wiley & Sons, Ltd, 2017, DOI: 10.1002/9781118396957.wbemlb455, ISBN 978-1-118-39695-7 [dostęp 2018-01-13] (ang.). Brak numerów stron w książce
- The Red Book of Hergest [online], www.maryjones.us [dostęp 2018-01-13].
- BBC Wales  - History - Themes  - The Red Book of Hergest [online], www.bbc.co.uk [dostęp 2018-01-13] (ang.).